# فهرست مصور تمبرهای پستی در آلمان نازی

## تمبرهای پستی در آلمان نازی

### ۱۹۳۹

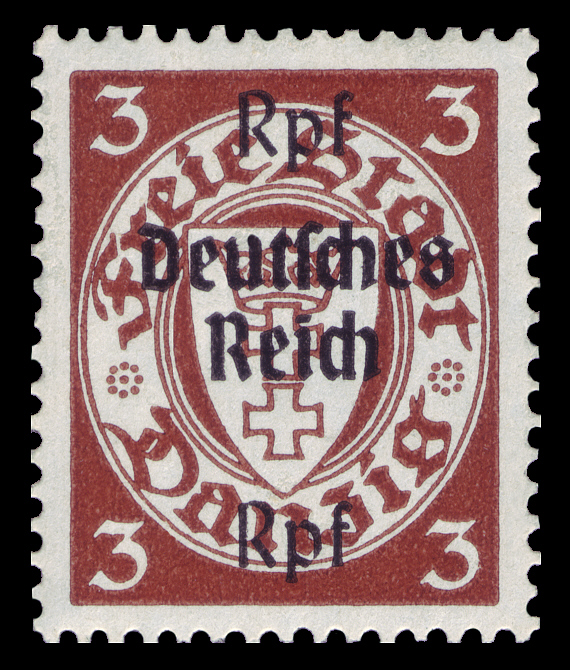
دانتسیگ - ۳ فینیگ
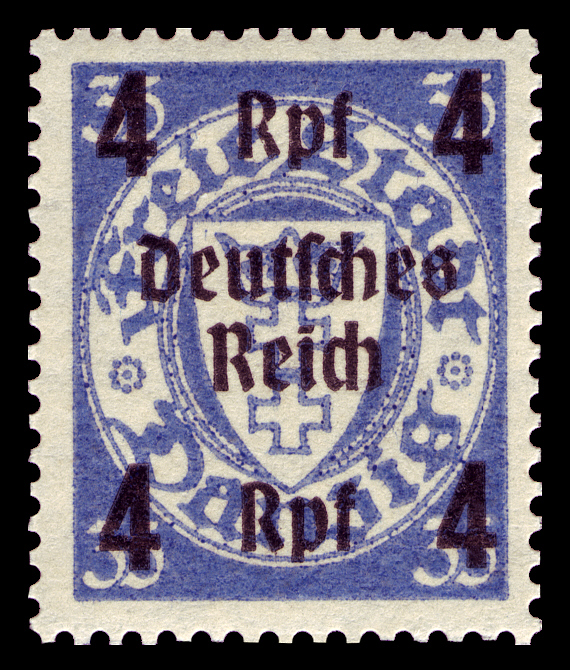
دانتسیگ - ۴ فینیگ
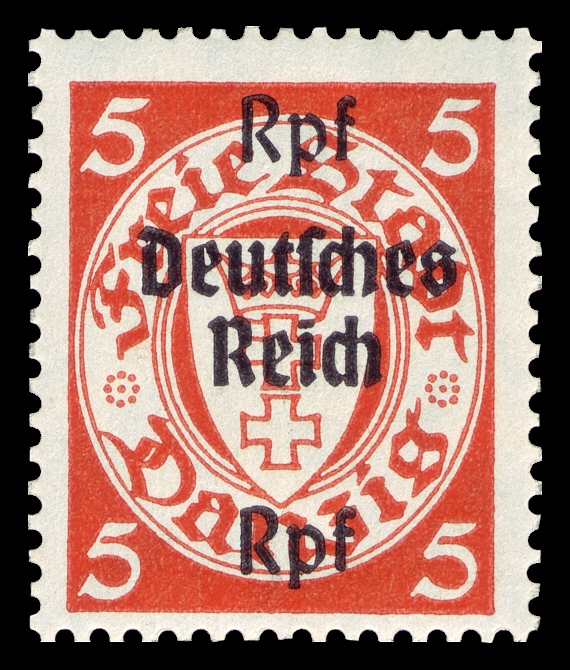
دانتسیگ - ۵ فینیگ
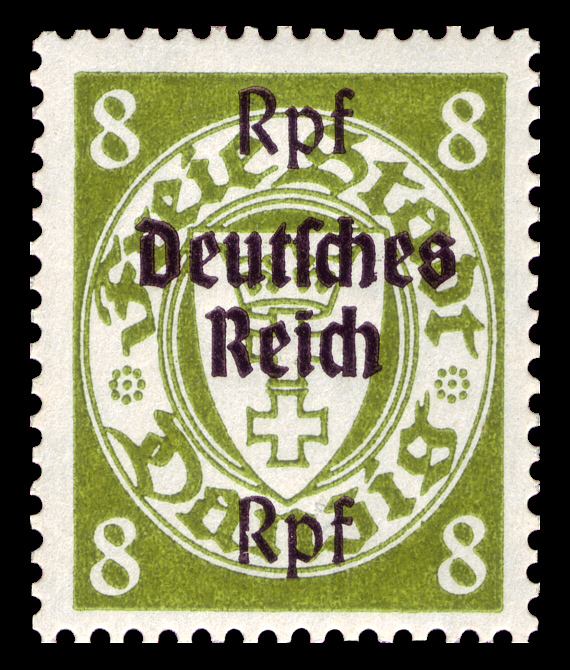
دانتسیگ - ۸ فینیگ
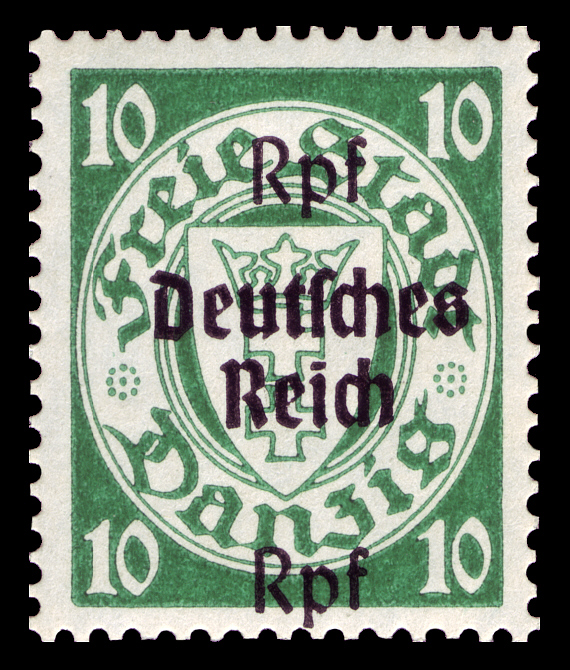
دانتسیگ - ۱۰ فینیگ
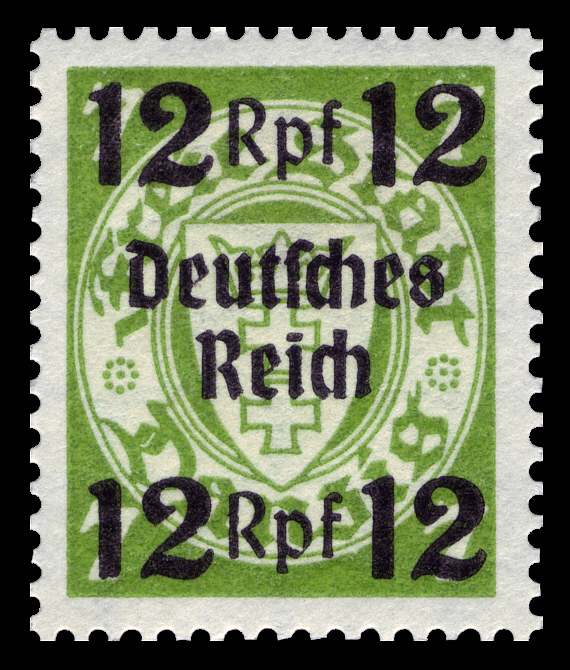
دانتسیگ - ۱۲ فینیگ
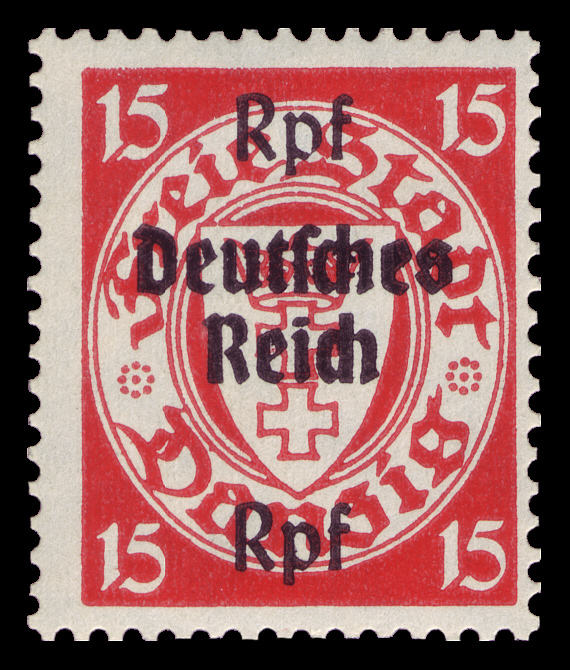
دانتسیگ - ۱۵ فینیگ
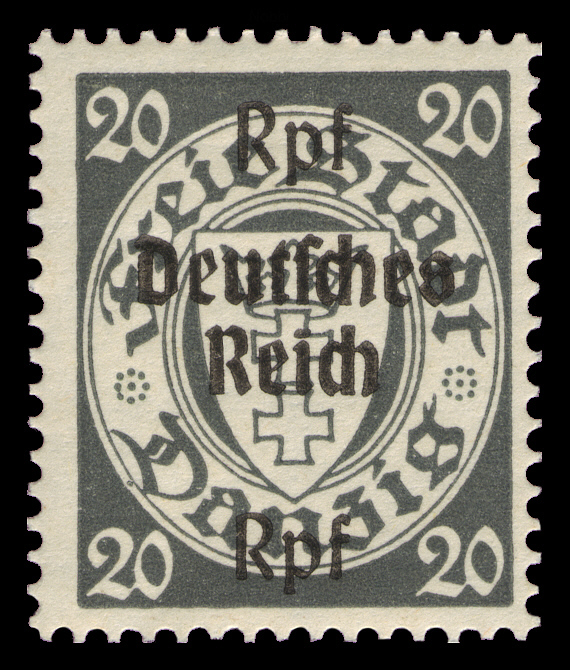
دانتسیگ - ۲۰ فینیگ
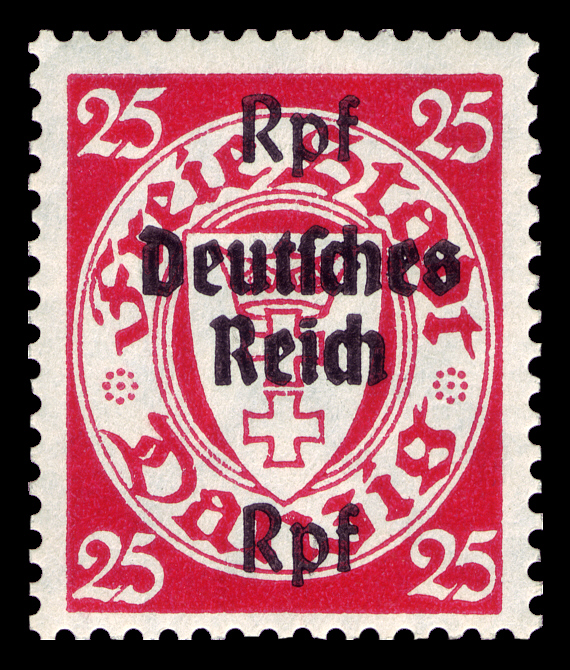
دانتسیگ - ۲۵ فینیگ
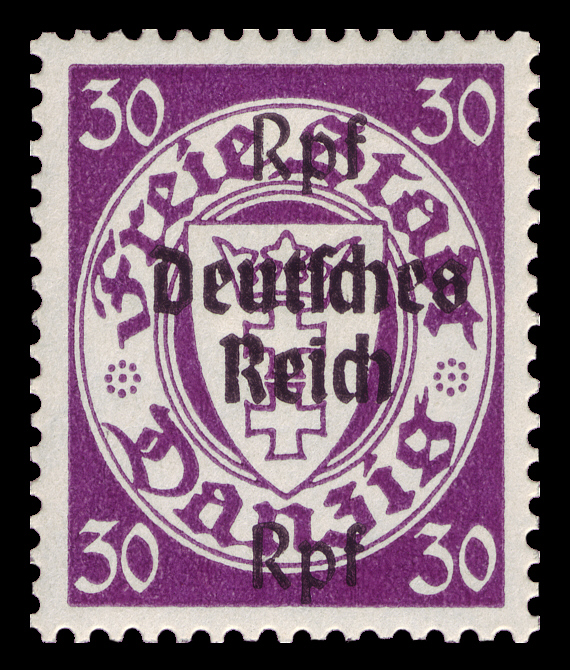
دانتسیگ - ۳۰ فینیگ
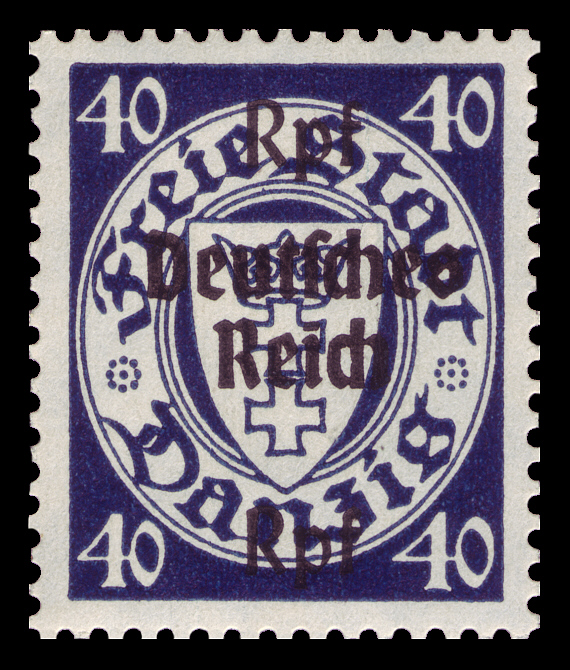
دانتسیگ - ۴۰ فینیگ
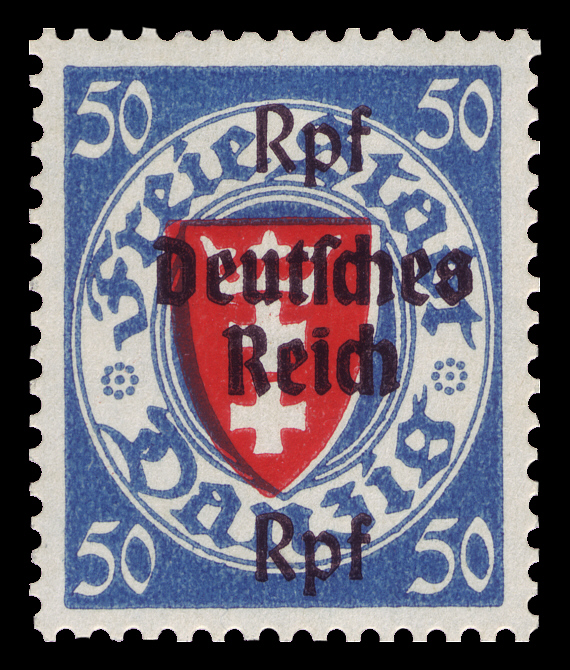
دانتسیگ - ۵۰ فینیگ

### ۱۹۴۱

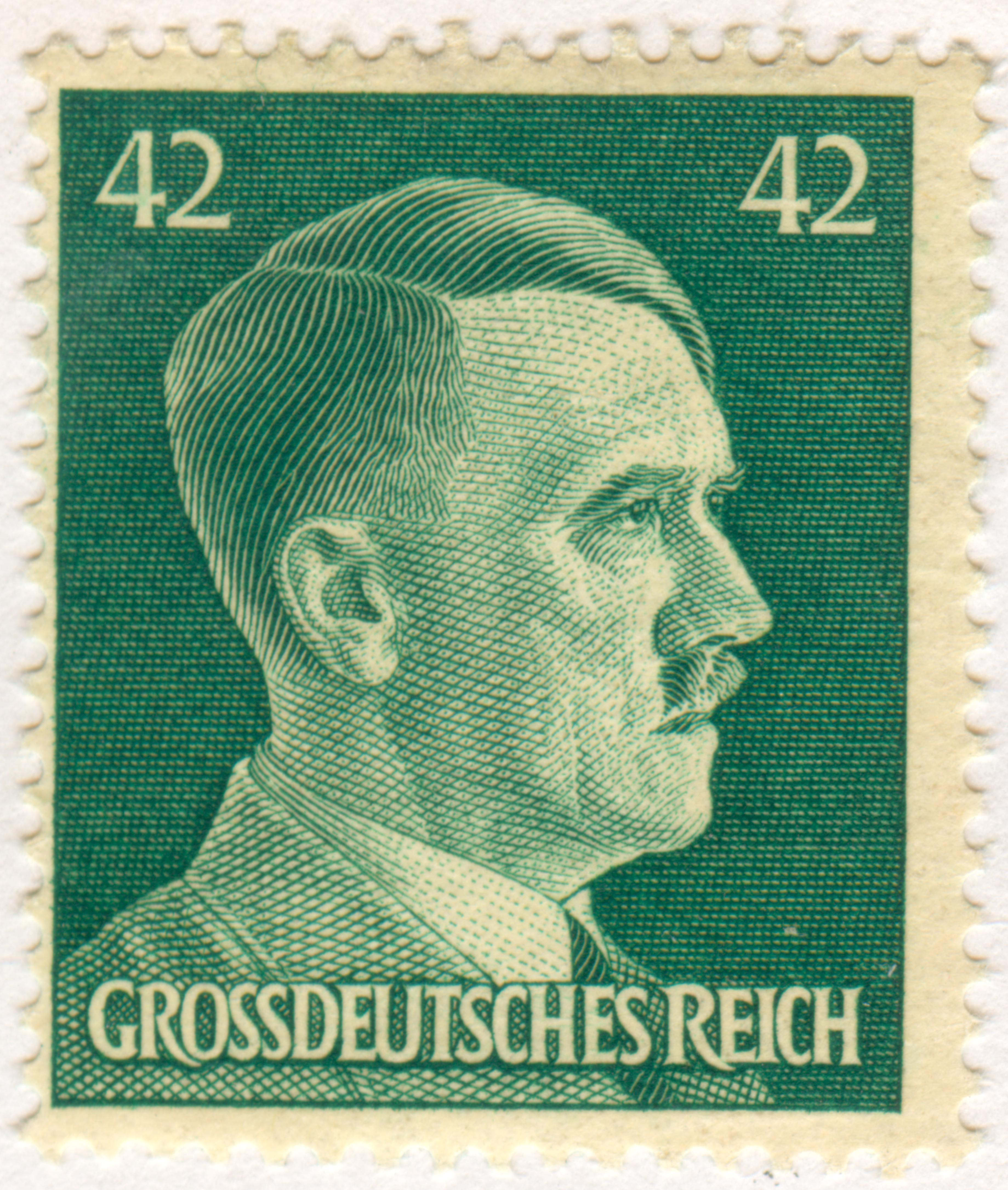
آدولف هیتلر - ۴۲ فینیگ

### ۱۹۴۳

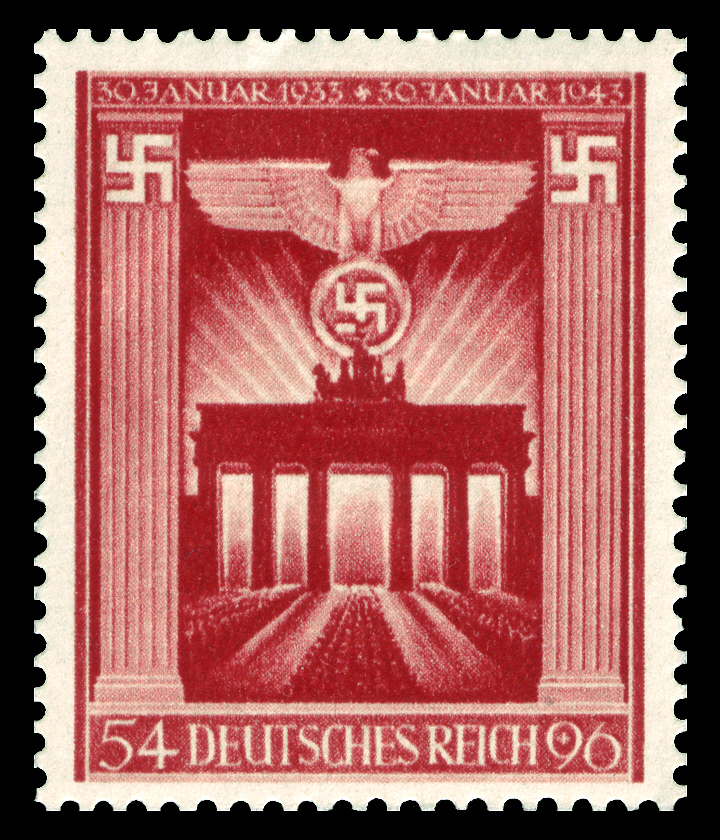
دروازه براندنبورگ
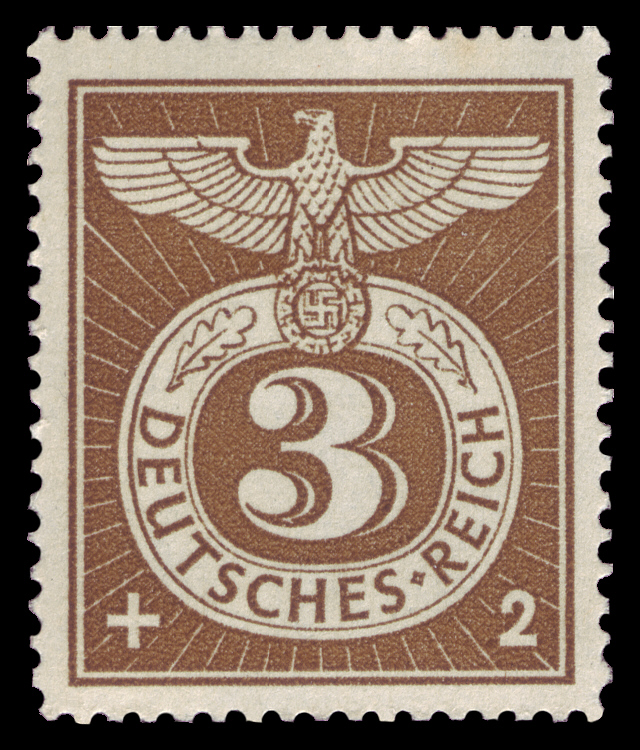
یادگاری
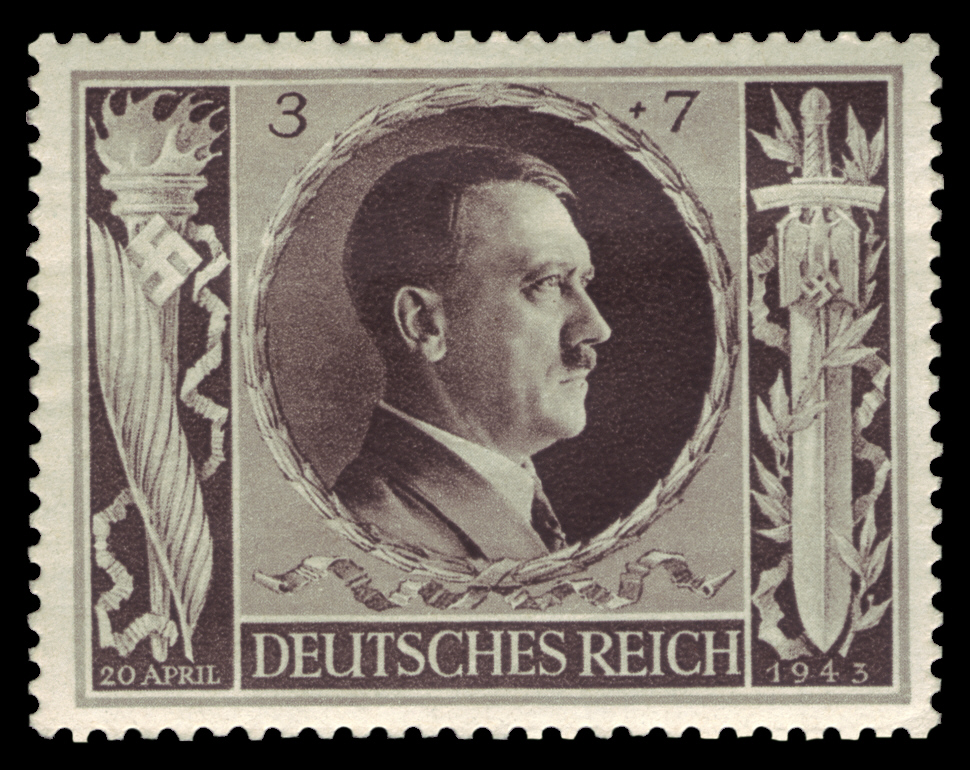
آدولف هیتلر
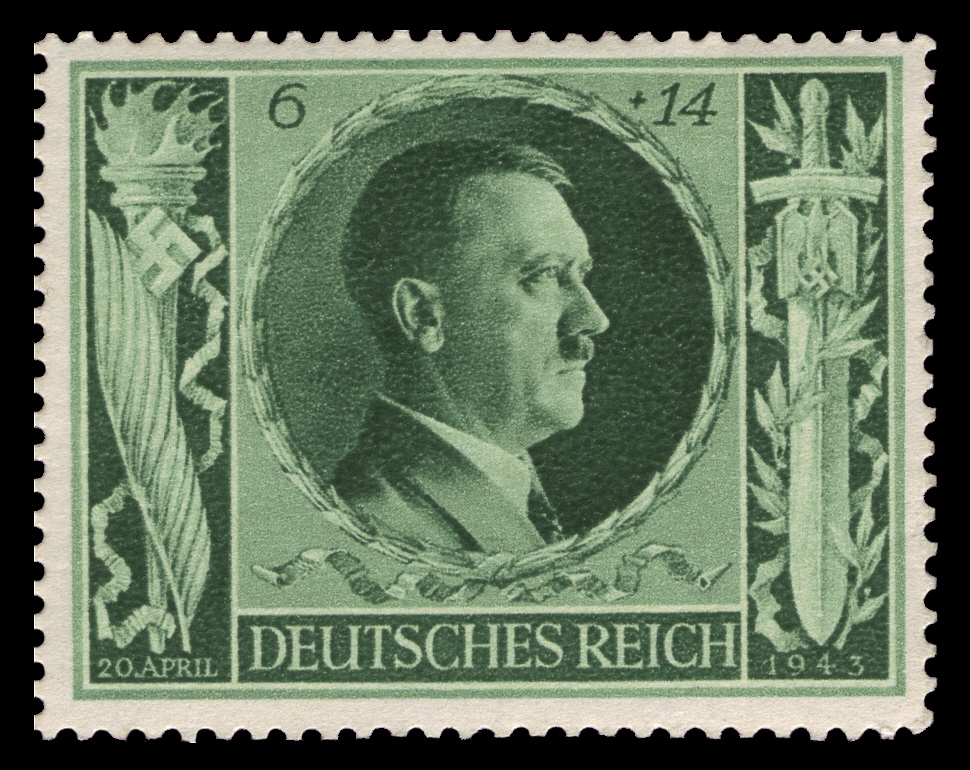
آدولف هیتلر
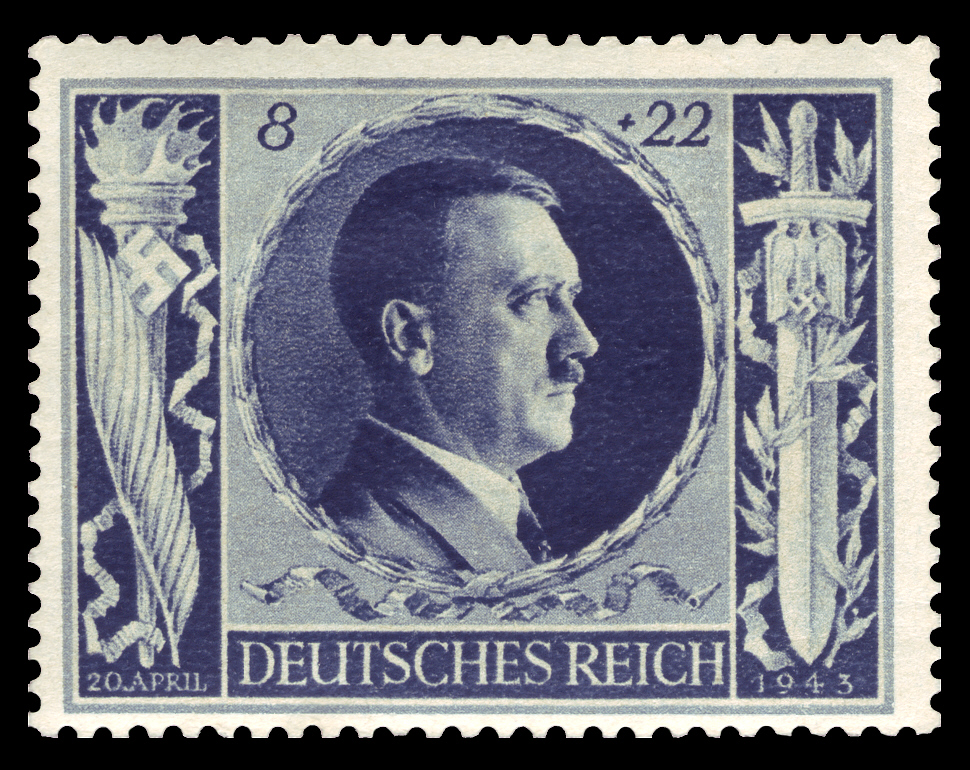
آدولف هیتلر
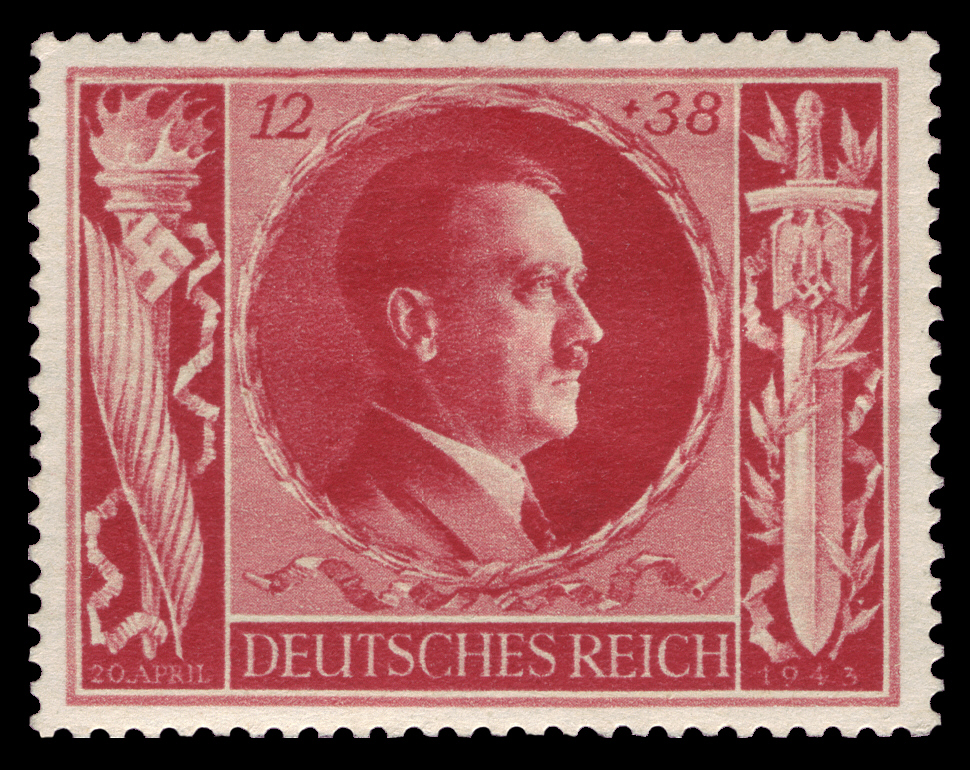
آدولف هیتلر
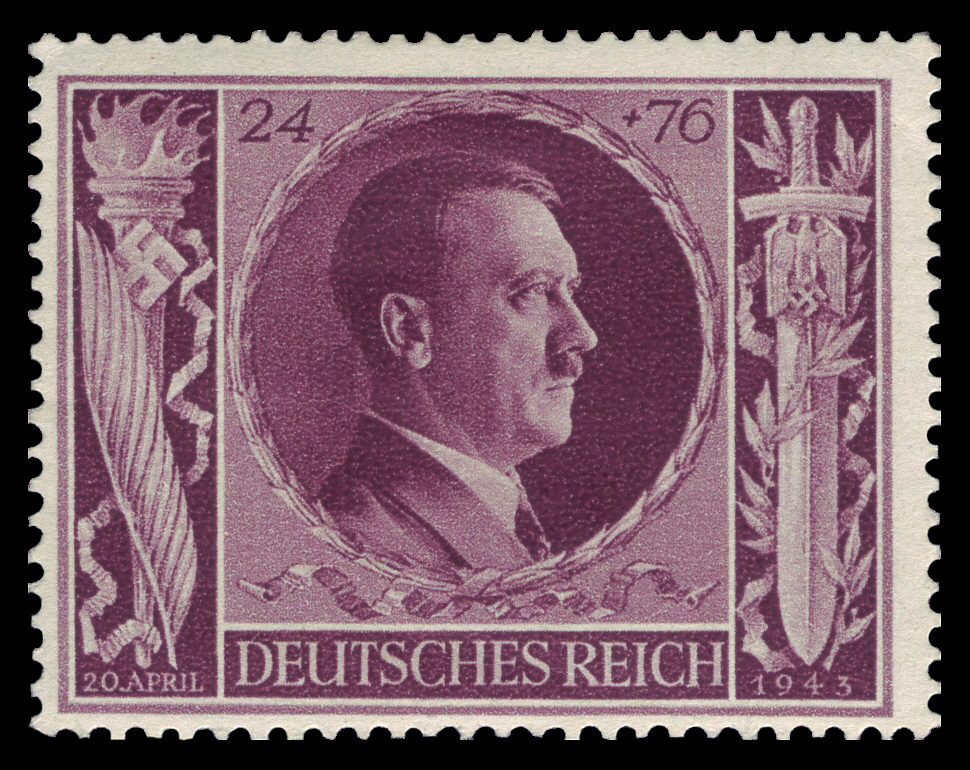
آدولف هیتلر
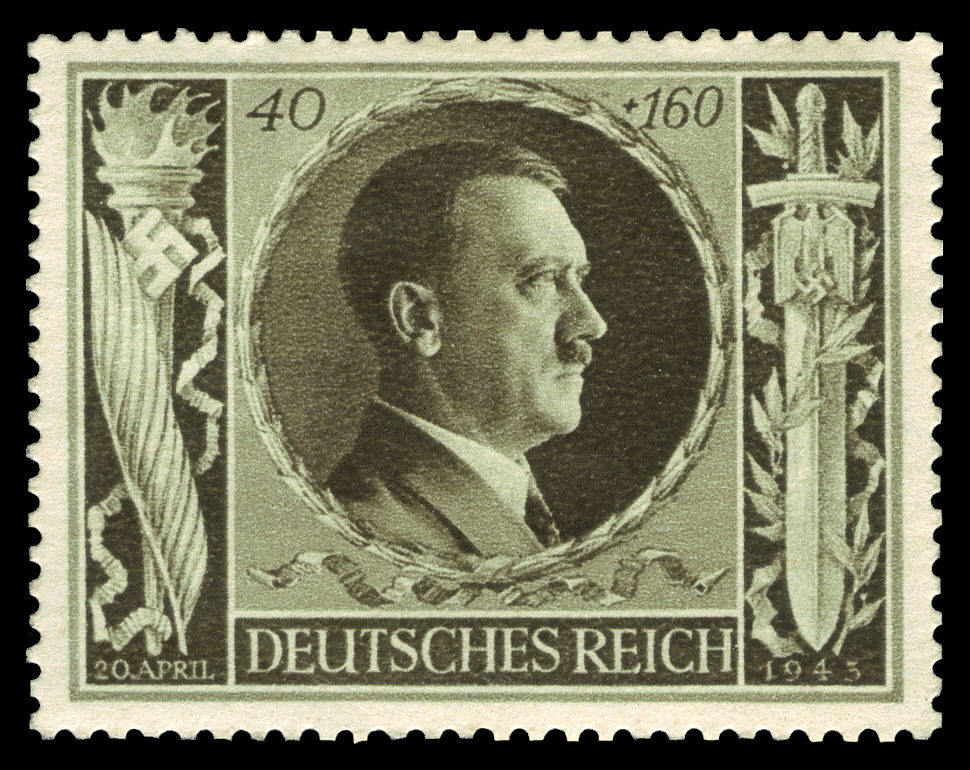
آدولف هیتلر
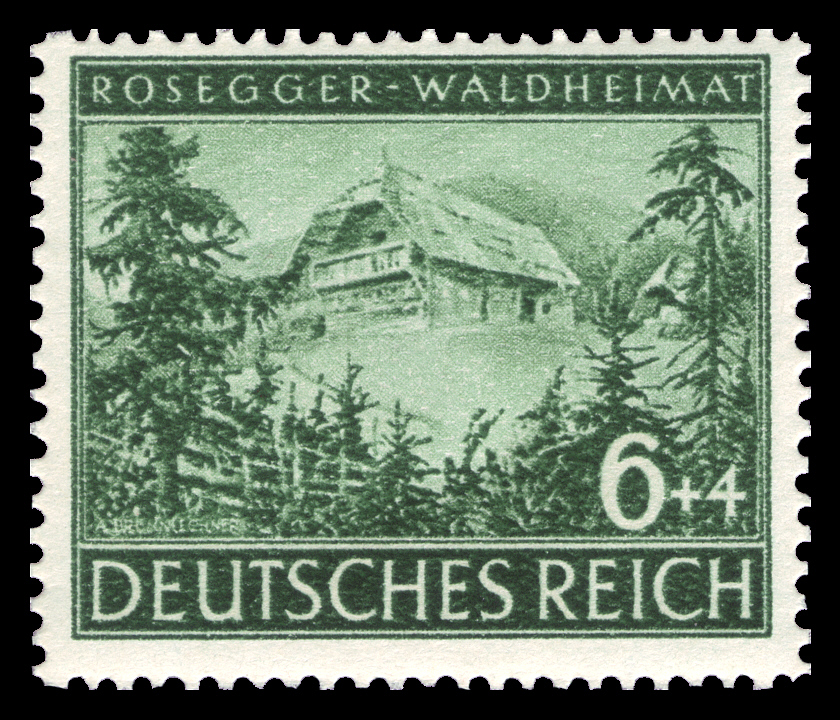
محل تولد پیتر روزنبرگ
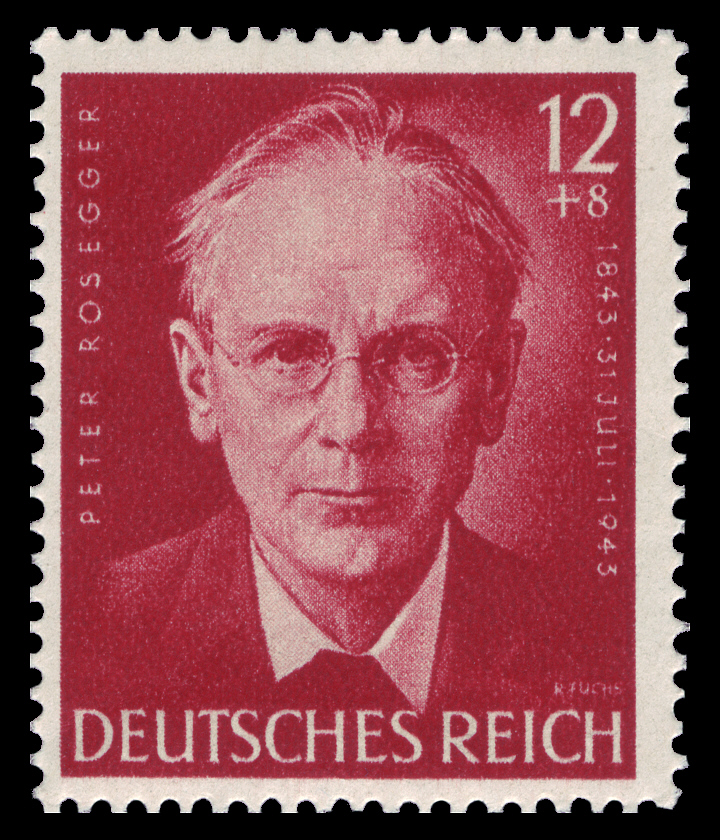
پیتر روزنبرگ
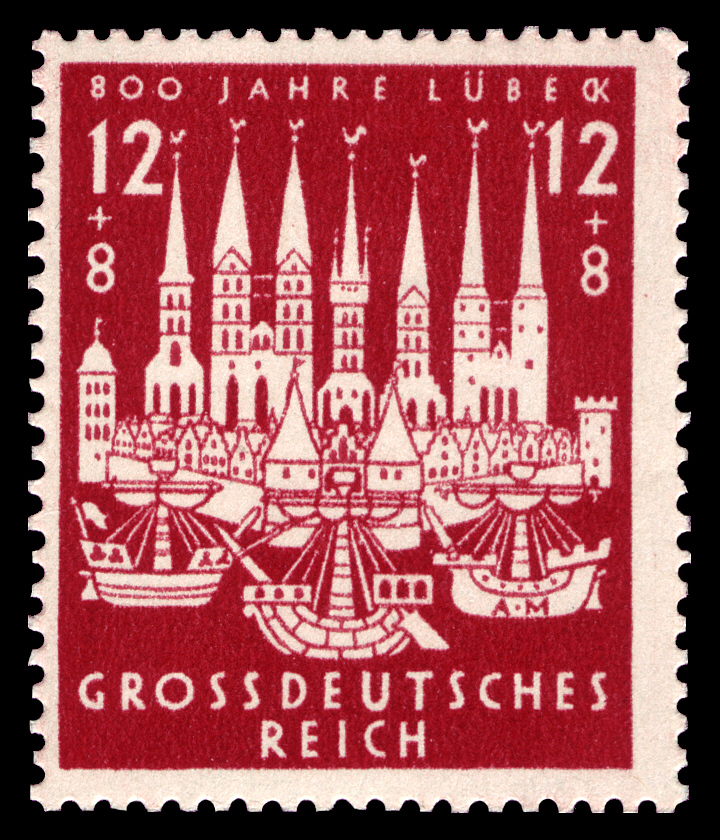
لوبک
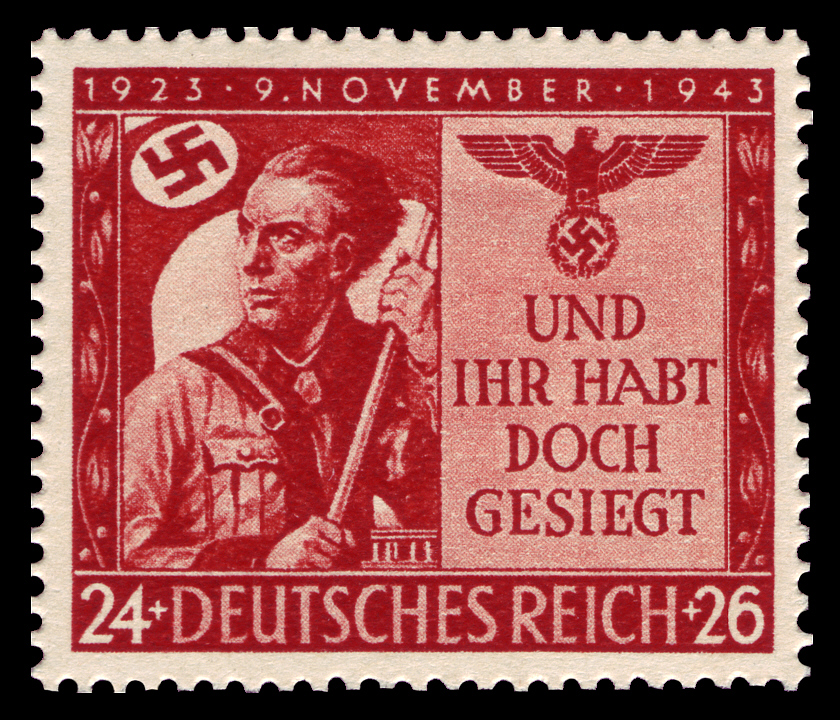
کودتای مونیخ

## تمبرهای رسمی

### ۱۹۳۳

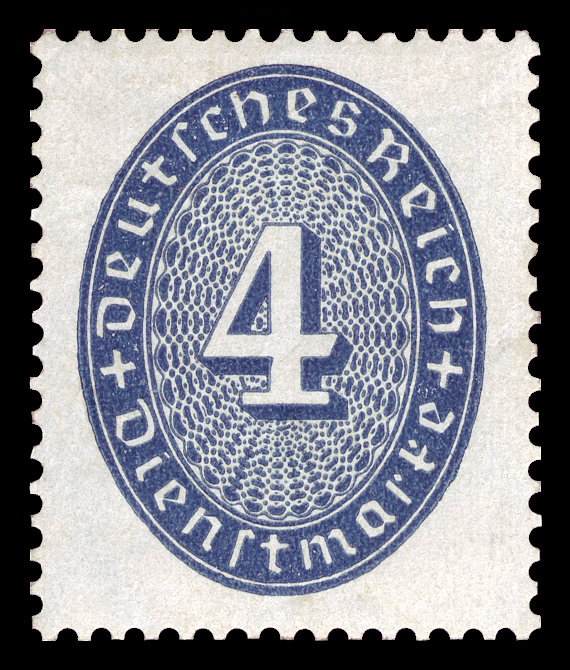
۱۹۳۳ - ۴ فینیگ
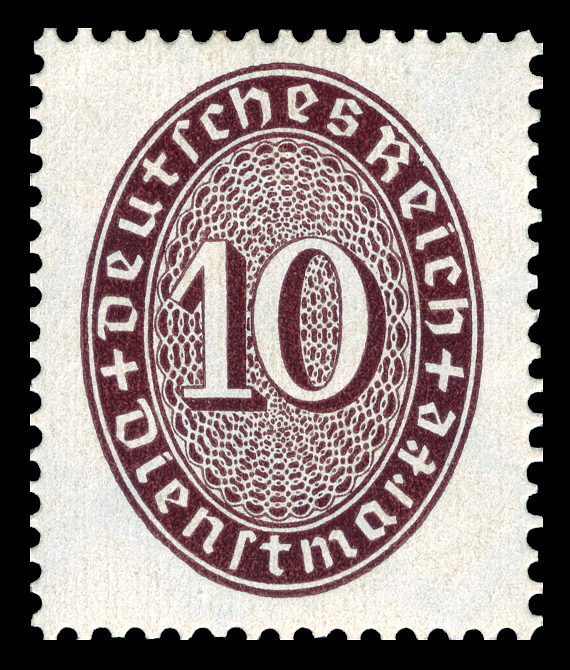
۱۹۳۳ - ۱۰ فینیگ

### ۱۹۳۴

ست کامل
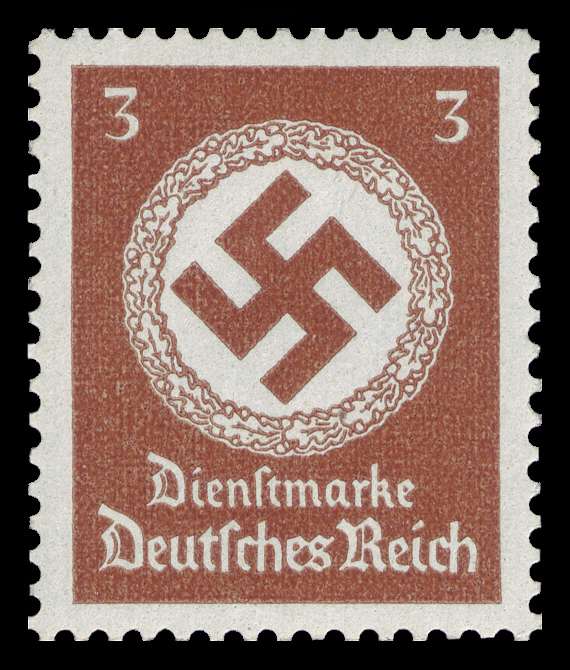
۳ فینیگ
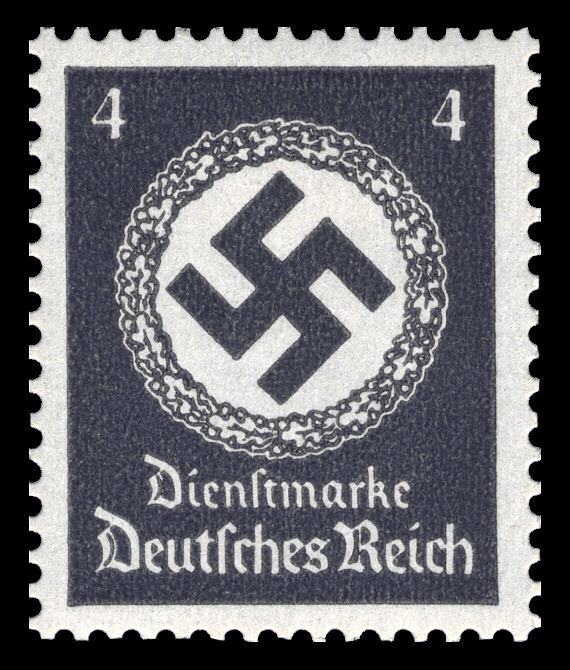
۴ فینیگ
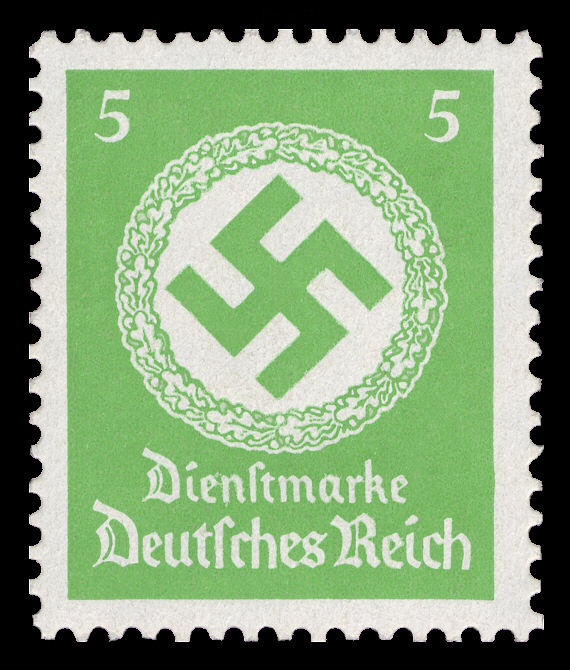
۵ فینیگ
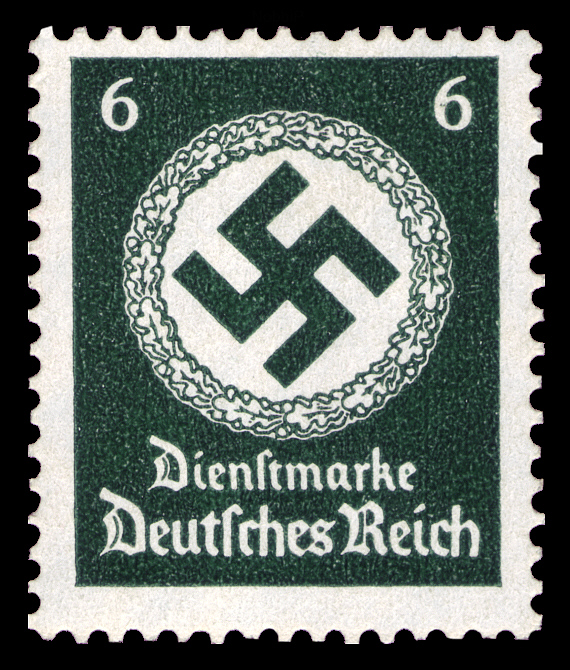
۶ فینیگ
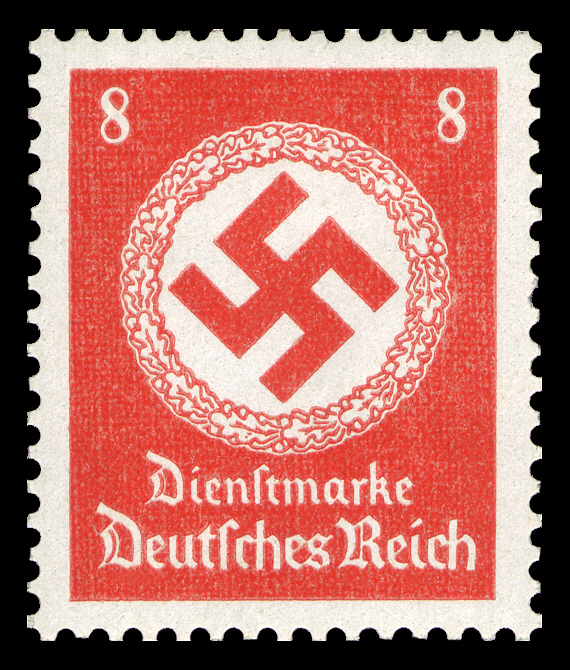
۸ فینیگ
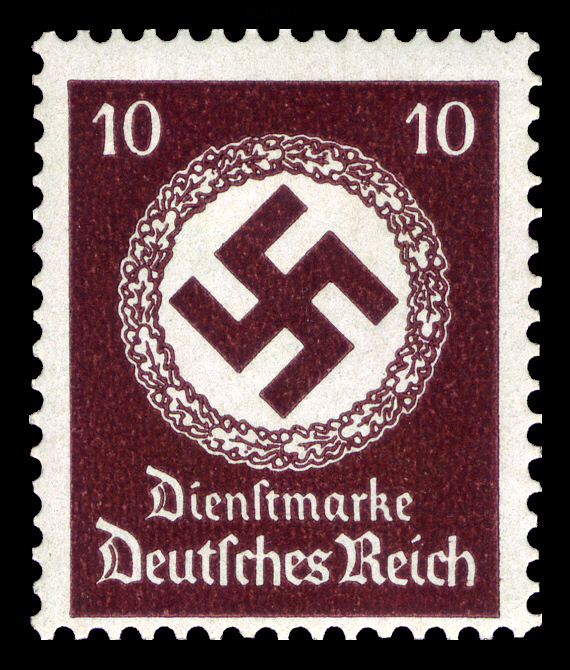
۱۰ فینیگ
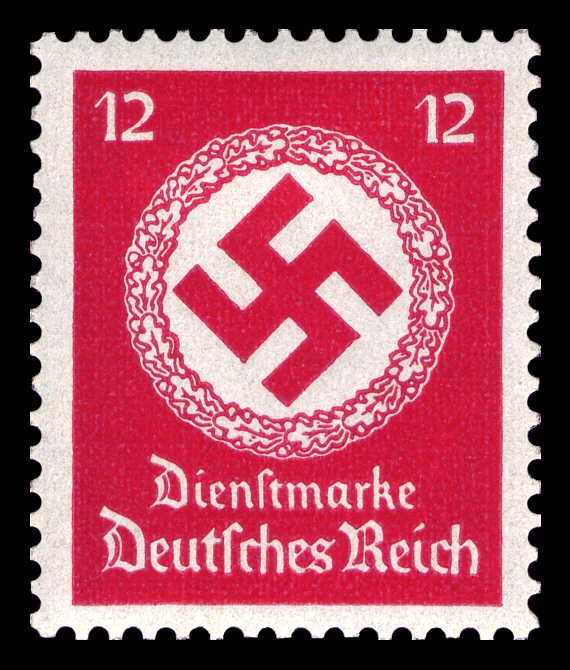
۱۲ فینیگ
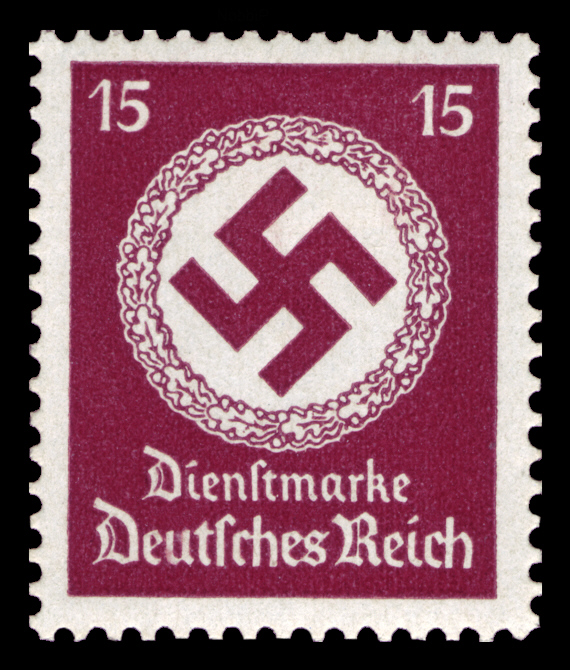
۱۵ فینیگ
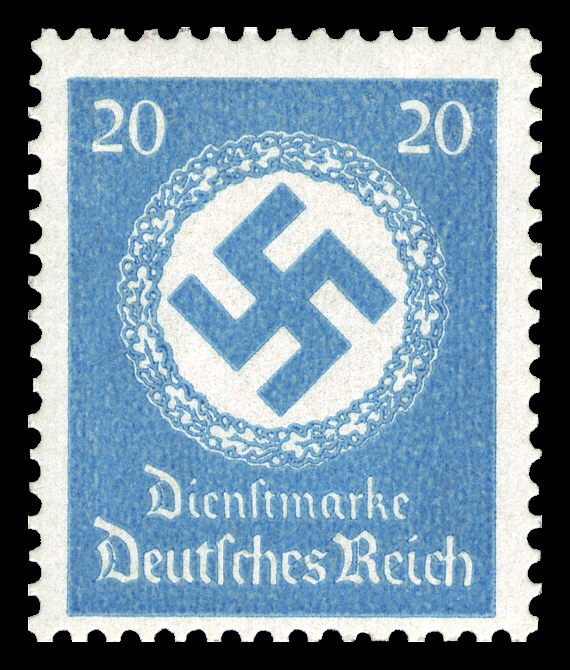
۲۰ فینیگ
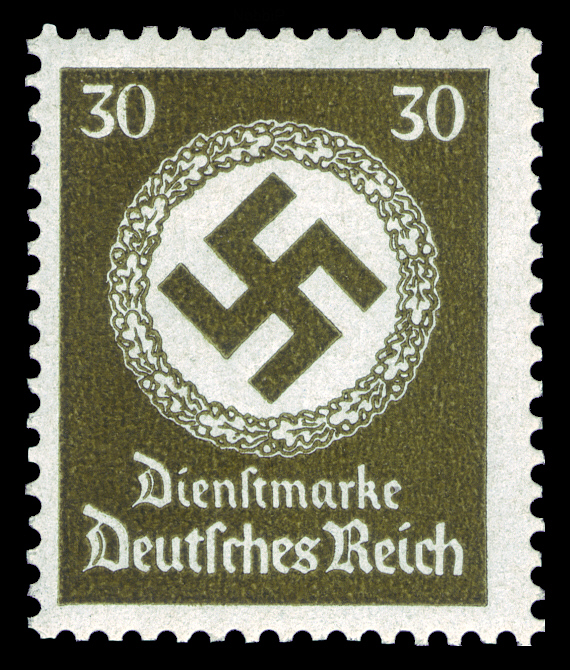
۳۰ فینیگ
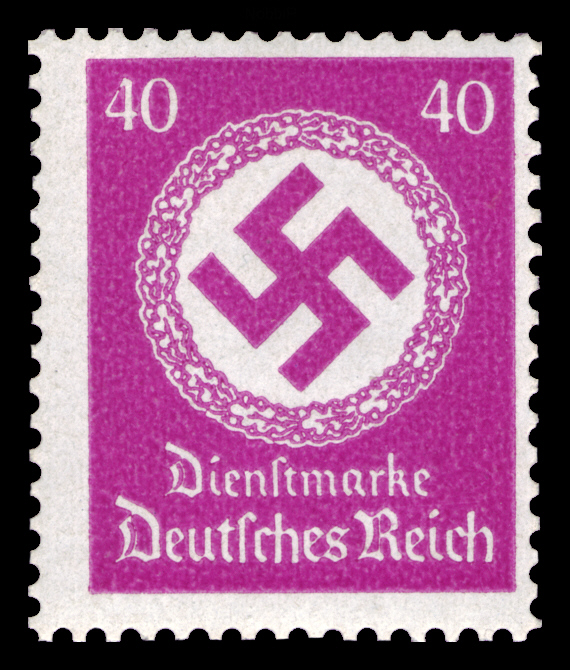
۴۰ فینیگ
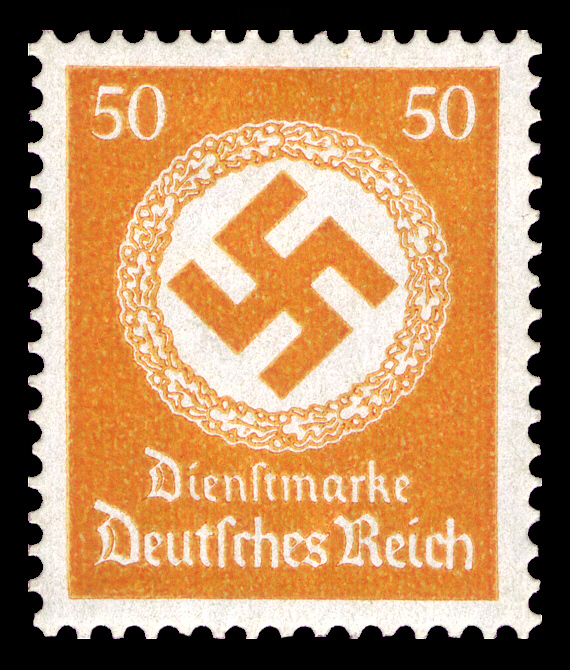
۵۰ فینیگ

### ۱۹۴۲

ست کامل
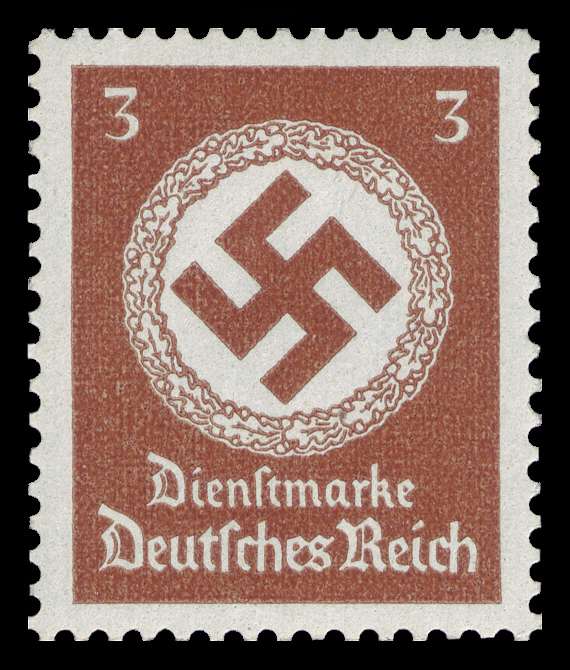
۳ فینیگ
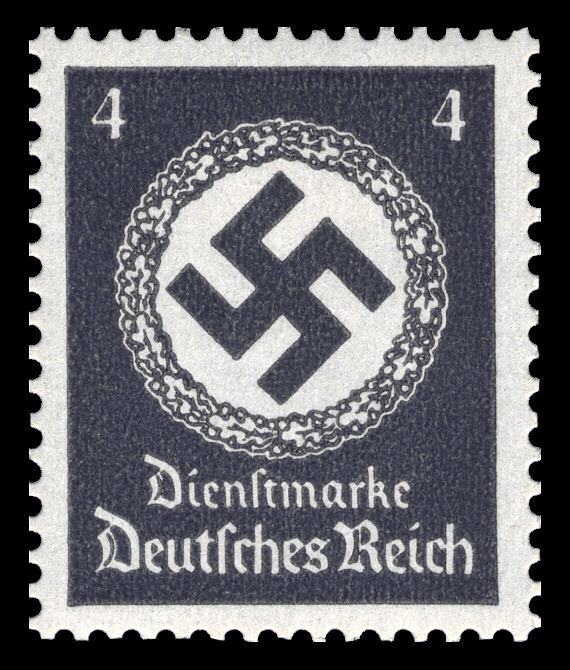
۴ فینیگ
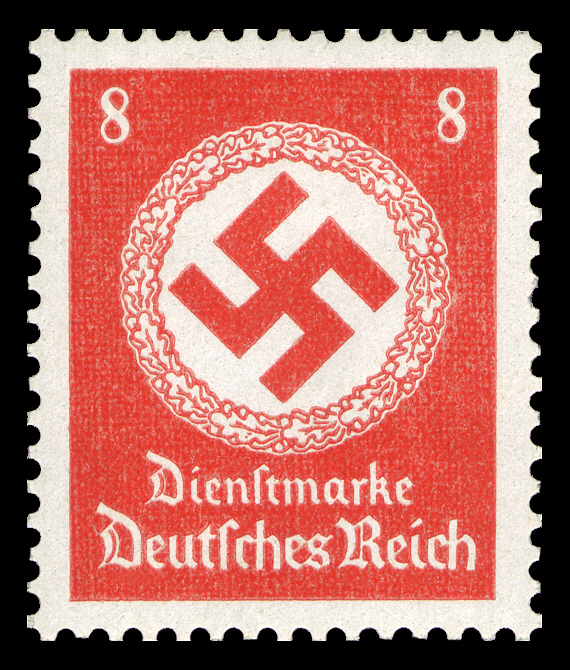
۸ فینیگ
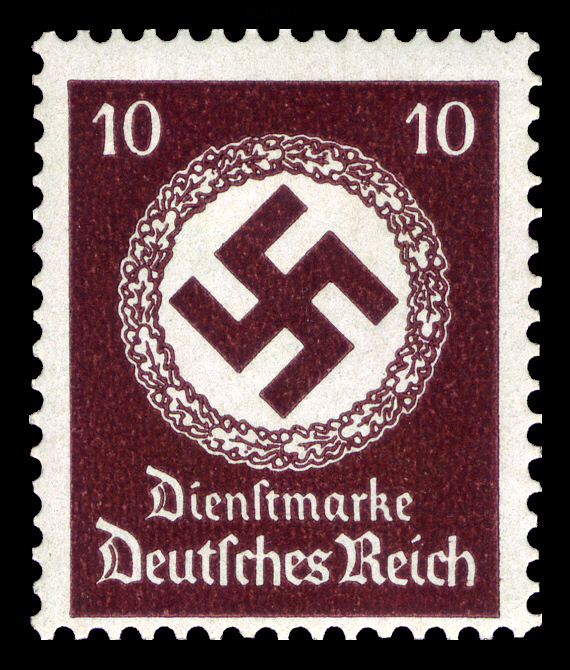
۱۰ فینیگ
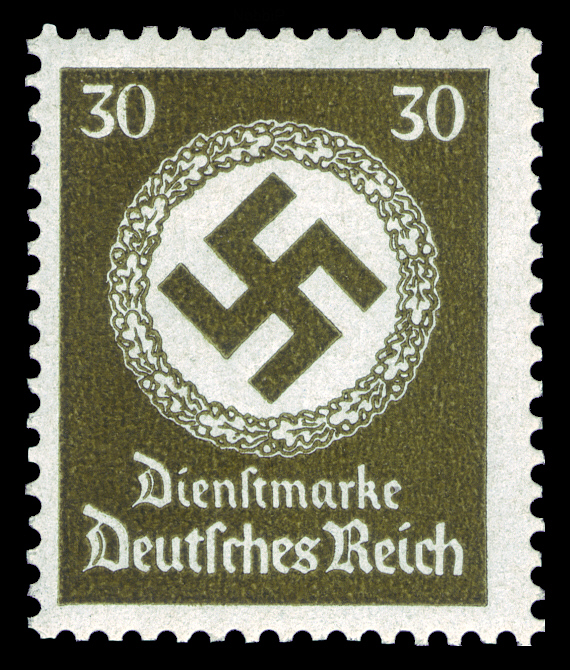
۳۰ فینیگ
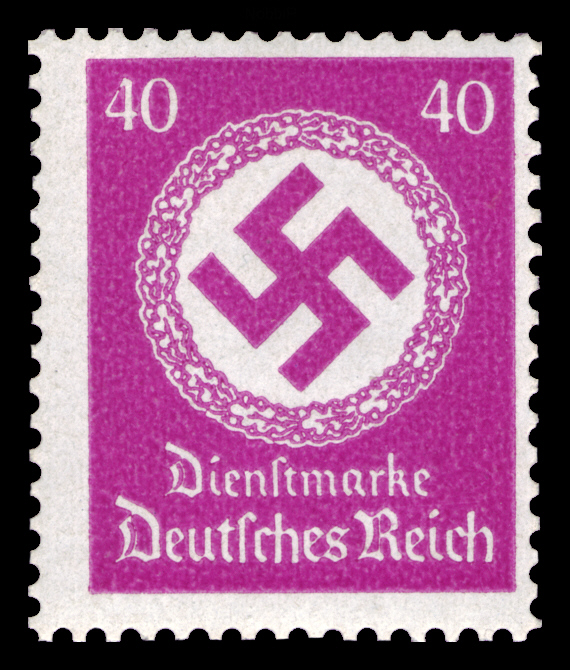
۴۰ فینیگ

- ست کامل
- ۳ فینیگ
- ۴ فینیگ
- ۸ فینیگ
- ۱۰ فینیگ
- ۳۰ فینیگ
- ۴۰ فینیگ